# Wicked Map
Wicked map är det  danska popbandet Ginger Ninjas debutalbum, och nådde 16:e plats på den  danska albumlistan.

## Låtlista
1. "Crying Shame" - 2.44
2. "Sunshine" - 3.15
3. "Red Lips" - 4:21
4. "Bone Will Break Metal" - 3.26
5. "Wet Like a Dog" - 3:56
6. "You're Wrong" - 3:28
7. "Soldiers" - 2.58
8. "You Can Have It All" - 3:22
9. "Out of Sight/ out of Mind" - 3:39
10. "Get There Soon" - 3:45
11. "The Boy Who Grew Bitter" - 5.02

## Listplaceringar
| Lista (2010) | Topplacering |
| ------------ | ------------ |
| Danmark      | 16           |

### Fotnoter
1. ↑  ”Listplacering”. Arkiverad från originalet den 24 april 2013. https://web.archive.org/web/20130424045839/http://www.danishcharts.com/showitem.asp?interpret=Ginger+Ninja&titel=Wicked+Map&cat=a. Läst 10 januari 2011.